# Jupp Heynckes

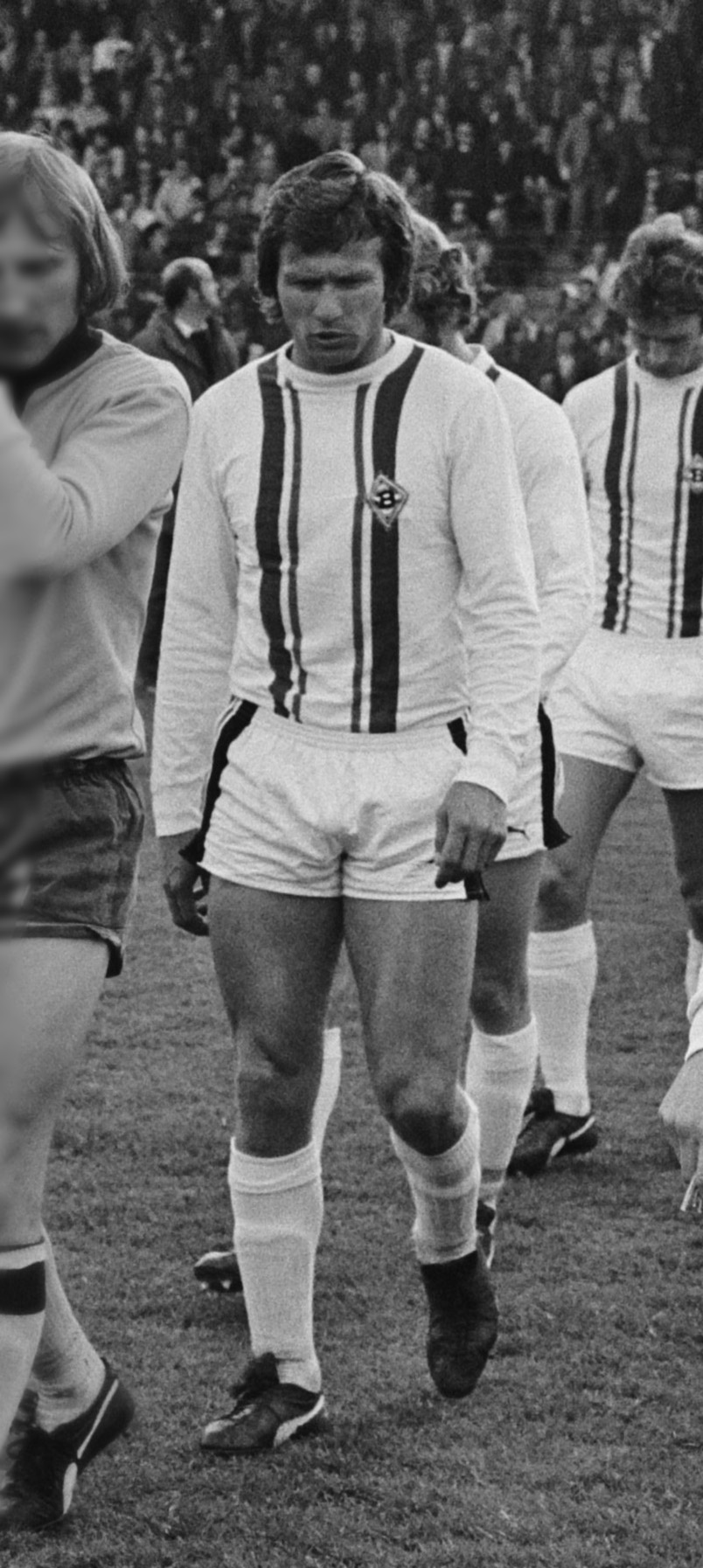
Jupp Heynckes som spelare i Borussia Mönchengladbach, 1975.

Josef "Jupp" Heynckes, född 9 maj 1945 i Mönchengladbach, Nordrhein-Westfalen, är en tysk tidigare fotbollstränare och fotbollsspelare (anfallare). Heynckes var en av Bundesligas bästa anfallare under 1970-talet vilket avspeglade sig i 14 gjorda mål på 39 landskamper. Efter den aktiva karriären var han en framgångsrik tränare med bland annat två vunna titlar i Champions League; med Real Madrid 1998 och med Bayern München 2013. Heynckes sista anställning som tränare var från 2017 till 2018 i tyska Bayern München.

## Karriär
Heynckes spelade i Borussia Mönchengladbach och Hannover 96 i Bundesliga. Han var framgångsrik som mångsidig, snabb och målfarlig anfallare. Hans mest framgångsrika år var under 1970-talet i Mönchengladbach. Heynckes blev tysk mästare 1971, 1975, 1976 och 1977, tysk cupmästare 1973 och vann Uefacupen 1975. Han blev skyttekung i Bundesliga 1974 och 1975 och under sina år i Mönchengladbach hade han ett snitt på 0,74 mål per match. Han är med 220 mål Bundesligas tredje bästa målskytt genom tiderna. 
Han gick en tränarutbildning under sitt sista år som spelare vid Sporthögskolan i Köln. 1979 efterträdde han Udo Lattek som tränare för Borussia Mönchengladbach. Han var 1987-1991 tränare för Bayern München. Hans tränarkarriär fortsatte utomlands i Spanien och senare Portugal. 1992-1994 var han verksam som tränare för Athletic Bilbao. Efter en sejour i Eintracht Frankfurt fortsatte han i Tenerife. 1997 blev han ny tränare för Real Madrid. Han ledde föreningen till den första segern i Champions League på 32 år men sparkades efter en fjärdeplats i ligan.
2003 återvände Heynckes hem till Tyskland men misslyckades att nå framgångar i både Schalke 04 och sin gamla förening Borussia Mönchengladbach. Han kom däremot att få en oväntad framgång när han tog över som tillfällig tränare för Bayern München i slutet av vårsäsongen 2009. Hans karriär tog ny fart då han skrev på för Bayer Leverkusen. 2011 gick hans kontrakt ut och han påbörjade istället sin tredje period som tränare för Bayern München. Efter att ha vunnit trippeln med Bayern säsongen 2012/2013 meddelade Heynckes att han slutar som tränare och går i pension. Under säsongen 2012/2013 vann han flera pris som "Årets tränare" - bland annat Fifas prestigefyllda titel som Årets tränare i världen.
Under hösten 2017 blev Carlo Ancelotti uppsagt i Bayern München och Heynckes bestämde sig för att vara en fjärde gång tränare i München. Under hans ledning vann manskapet det tyska mästerskapet 2017/2018 och laget nådde finalen i DFB pokal.

## Meriter

### Som spelare

#### I landslag
Västtyskland
- 39 A-landskamper/14 mål
- VM i fotboll: 1974
  - Världsmästare 1974
- EM i fotboll
  - Europamästare 1972

#### I klubblag
Borussia Mönchengladbach
- Uefacupmästare 1975
- Tysk mästare 1970, 1971, 1975, 1976, 1977
- Tysk cupmästare 1973

### Som tränare
Bayern München
- Tyska cupen (1): 2012/13
- Bundesliga (4): 1988/89, 1989/90, 2012/13, 2017/18
- Champions League (1): 2012/13

 Real Madrid
- Champions League (1): 1997/98
- Spanska supercupen (1): 1997

 FC Schalke 04
- Intertotocupen (2): 2003, 2004

### Individuellt
- FIFAs Årets tränare i Världen, 2013
- IFFHSs Världens bäste klubbtränare, 2013
- Onze d'Ors Årets tränare, 2013
- Årets tränare i tysk fotboll, 2013
- Skyttekung i Bundesliga (2): 1973/74, 1974/75
- Skyttekung i Europacupen (1): 1975/76
- Uttagen i Fotbolls-EM:s All star team (1): 1972